# Kazimierz Deyna
  Kazimierz Deyna    (Starogard Gdański, 23 d'octubre de 1947 - San Diego, 1 de setembre de 1989) fou un futbolista polonès.
Deyna començà a jugar a futbol el 1958 al Włókniarz Starogard Gdański, però el club on triomfà fou el Legia Varsòvia. Guanyà la lliga polonesa dels anys 1969 i 1970.
Debutà amb la selecció polonesa el 24 d'abril de 1968, amb la qual guanyà la medalla d'or als jocs olímpics de Múnic 1972 (i màxim golejador del torneig), fou tercer al Mundial d'Alemanya 74 i medalla d'argent als Jocs Olímpics de Montreal 1976. L'any 1978 jugà el Mundial de l'Argentina i fou traspassat al Manchester City.
El 1981 participà en la pel·lícula Evasió o victòria de John Huston. Aquell any emigrà als Estats Units i jugà al San Diego Sockers i al Legends San Diego. Va morir d'accident de cotxe l'1 de setembre de 1989 a San Diego. El 1994 fou escollit per la federació polonesa i lectors de diaris com el futbolista polonès de tots els temps.
Va participar en la pel·lícula Evasió o victòria (Escape to Victory, John Huston, 1981).